# Horry County
Horry County ist ein County im Bundesstaat South Carolina der Vereinigten Staaten. Mit einer Fläche von 3.250 km² ist Horry das größte County im Bundesstaat. Das U.S. Census Bureau hat bei der Volkszählung 2020 eine Einwohnerzahl von 351.029 ermittelt. Der Verwaltungssitz (County Seat) ist Conway.

## Geographie
Das County liegt im äußersten Osten von South Carolina, grenzt im Nordosten an North Carolina, im Südosten an den Atlantischen Ozean und hat eine Fläche von 3250 Quadratkilometern, wovon 314 Quadratkilometer Wasserfläche sind. Die Grenze zum restlichen South Carolina’s bildet fast über die gesamte Grenzlänge der Little Pee Dee River und der Lumber River, die den Staat für eine lange Zeit vom restlichen Bundesstaat abtrennten und heute noch die Grenze zu Georgetown County, Marion County und Dillon County bilden. Einzig Georgetown Country besitzt beim Atlantik eine Landgrenze mit dem County. Außerdem grenzt Hurry an der Grenze zu North Carolina an Robeson County, Columbus County und Brunswick County.
Außerdem wird der County vom Waccamaw River durchflossen, dessen südlicher Teil im Waooamaw National Wildlife Refuge liegt, einem vom amerikanischen United States Fish and Wildlife Service verwalteten National Wildlife Refuge. Das gesamte County ist äußerst flach, die höchste Erhebung beträgt lediglich 36,5 Meter.
Während das zentral gelegene Conway der Hauptsitz von Horry ist, ist Myrtle Beach mit 35682 Einwohnern gemäß Zensus 2020 an der Atlantikküste die größte Stadt des Countys.

## Geschichte
Das Gebiet des Countys wurde um 1700 zuerst besiedelt durch englische und walisische Einwanderer, später kamen Schotten und Iren dazu.
Ursprünglich war das Countygebiet Teil des Georgetown District und entsprach ungefähr dem von 1785 bis 1801 existierenden Kingston County, benannt nach dem britischen König George II. Jedoch konnten sich Kingston County, wie auch andere Countys im Georgetown aus strukturellen Gründen nie richtig durchsetzen. Auch war die lokale Bevölkerung unglücklich mit dem Namen, da dieser an die noch nahe zurückliegende britische Vergangenheit erinnerte. Dies widerspiegelte sich auch in der Volkszählung von 1800, als der County als Waccamaw County geführt wurde, benannt nach dem gleichnamigen Fluss und der dort ehemals ansässigen indigenen Einwohnern. Der Name war dann auch einer der Kandidaten für einen neuen Namen als die Suche nach einem neuen Namen konkreter wurde.
Am 19. Dezember 1801 wurde dann schließlich Horry County gebildet. Benannt wurde es nach Peter Horry (1747–1815), einem Offizier im Amerikanischen Unabhängigkeitskrieg. Da Peter Horry französischer Herkunft war, wird auch der Countyname entsprechend ausgesprochen. Lange Zeit war das County durch eine Vielzahl von Flüssen und Sümpfen isoliert, was dazu führte, dass die Bewohner den County manchmal auch als „Unabhängige Republik von Horry“ bezeichneten. Als erste Industrie in 18. und frühen 19. Jahrhundert siedelten sich Holzfäller und Marineläden (Herstellung von Harzderivaten wie Terpentin) in der Gegend an.

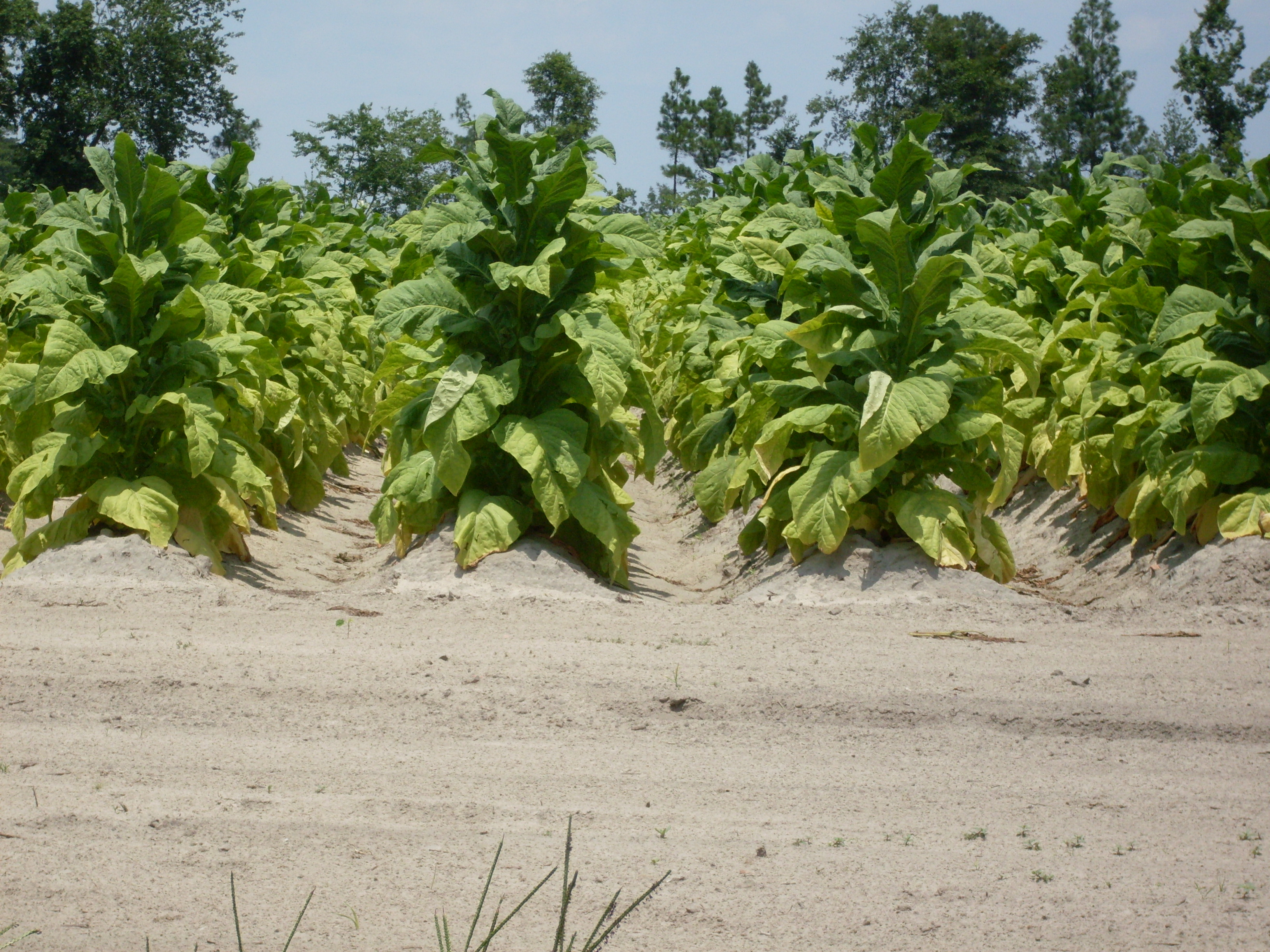
Tabakpflanzen im Horry County

Jedoch war Horry's Landschaft im Gegensatz zum restlichen South Carolina nicht geeignet für großflächige Baumwollplantagen. 1860 waren zwei Drittel des Countys durch Kleinbauern mit Land im Wert von weniger als $600 bevölkert, während diese im benachbarten Georgetown County nur einen Viertel ausmachten. Damit war Horry County das zu dieser Zeit ärmste County South Carolinas. Nur wenige Farmer in der Region besaßen Sklaven, was auch die politische Meinung über diese beeinflussten, sodass viele Einwohner einer Sezession South Carolinas weniger angetan waren, auch wenn manche von ihnen sich nach dem Angriff auf Fort Sumter dem 10. Infanterieregiment von South Carolina anschlossen.
1887 erreichte die Wilmington, Columbia, and Augusta Railroad zusammen mit einer die Zuglinie begleitende Telegrafenlinie Horry County. Ab 1890 wurde in der Region auch Tabak angebaut, um 1920 war das County der größte Tabakproduzent des Bundesstaats. Ab 1950 wurde der Tourismus in Küstennähe bedeutender, insbesondere rund um Myrtle Beach und dessen 30 Meilen langen Strand. In den 1970er- und 80er-Jahre wurde viel Geld in neue Resorts, Hotels und Golfanlagen investiert. Währenddessen verlor die abseits der Küste wichtige Tabakindustrie an Bedeutung und die Städte wie Loris und Aynor wurden länger wie mehr zu Trabantenstädten, in der die Einwohner außerhalb arbeiteten. Im späten 20. Jahrhundert bekam Hurry eines der wohlhabendsten Countys South Carolina.

## Demografische Daten
Nach der Volkszählung im Jahr 2020 lebten im Horry County 351.028 Menschen in 210.311 Haushalten und 134.609 Familien. Dies ist ein Bevölkerungsanstieg um 81.737 Personen gegenüber der Volkszählung von 2010 und damit überdurchschnittlich im landesweiten Vergleich.
Die Bevölkerungsdichte betrug 309.7 Einwohner pro Quadratkilometer. Ethnisch betrachtet setzte sich die Bevölkerung zusammen aus 83,0 Prozent Weißen, 12,6 Prozent Afroamerikanern, 0,60 Prozent amerikanischen Ureinwohnern, 1,5 Prozent Asiaten und 0,1 Prozent Bewohnern aus dem pazifischen Inselraum; 2,2 Prozent stammten von zwei oder mehr Ethnien ab. 6,3 Prozent der Bevölkerung waren spanischer oder lateinamerikanischer Abstammung.
Von den 234.609 Haushalten hatten 94,1 % einen Computer und 88,1 % einen Breitband-Internetanschluss. Die Durchschnittshaushaltsgröße betrug 2,53 und die durchschnittliche Familiengröße betrug 2,84 Personen.
17,3 Prozent der Bevölkerung war unter 18 Jahre alt, 4,3 % gar unter 5 Jahren, 26,1 Prozent waren 65 Jahre alt oder älter. Der Anteil an Frauen begrägt 51,7 %. 6,3 % der Bevölkerung wurde im Ausland geboren.
Das jährliche Durchschnittseinkommen eines Haushalts betrug 54.688 USD, das Prokopfeinkommen betrug 30.658 USD. 12,6 Prozent der Bevölkerung lebten unterhalb der Armutsgrenze.

## Politik

### Regierung
Das County wird von einem zwölfköpfigen County Council geführt, deren Vertreter in elf verschiedenen Distrikten gewählt werden in einer separaten Wahl für den Präsidenten. Das Gremium trifft sich alle zwei Wochen, jeweils am Abend.

### Verwaltung
Dem County Council ist der Verwaltungsleiter des Countys unterstellt, mit den verschiedenen Verwaltungsabteilungen.
Die 1959 gegründete Countypolizei, die 1998 in einem Referendum erhalten wurde, ist die einzige verbleibende County-Polizei in South Carolina. Ebenfalls dem County unterstellt sind der Betrieb von vier Flughäfen.

### Präsidentschaftswahlen
Der County wählt bei nationalen Wahlen zuverlässig republikanisch. So hat Donald Trump bei den Präsidentschaftswahl in den Vereinigten Staaten 2020 das County mit 66,11 % der Stimmen gewonnen. Zuletzt gewann 1976 mit Jimmy Carter ein Demokrat ein Präsidentschaftsrennen in Horry County.

## Kunst und Kultur

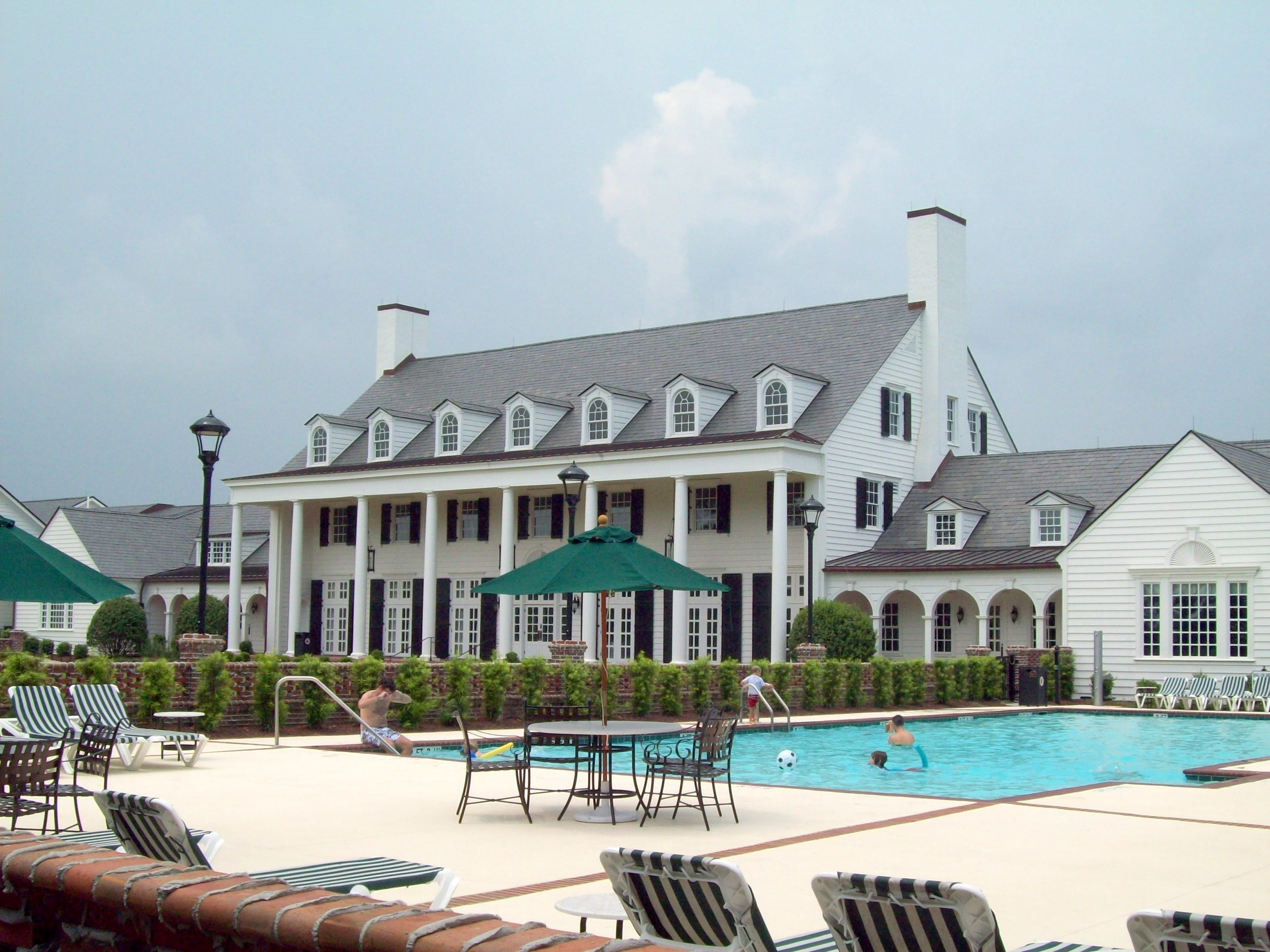
Der Ocean Forest Country Club ist einer von 31 Einträgen des Countys im NRHP.

31 Bauwerke und Stätten des Countys sind im National Register of Historic Places (NRHP) eingetragen (Stand 28. Juli 2018).
Außerdem betreibt das County seit 1979 das Horry County Museum, das seit 1981 der Öffentlichkeit zugänglich ist und sich seit 2014 in der 1905 erbauten Burroughs School in Conway befindet. Das Museum beschäftigt sich mit der Geschichte und Natur des Countys. Seit 2009 gehört auch die L. W. Paul Living History Farm dazu, die eine Rekonstruktion eines Bauernhauses in der Zeit von 1900 bis 1955 darstellt.

## Verkehr

### Individualverkehr
Mehrere Autobahnen führen durch Horry County. Entlang der Ostküste befindet sich der Norden nach Süden führende U.S. Highway 17. Ebenfalls von Norden nach Süden führt, mittig im County gelegen, der U.S. Route 701, der unter anderem an Conway, Allsbrook und Loris bedient. Von Myrtle Beach her startet der U.S. Route 501, der an Conway und Aynor vorbei führt. Außerdem startet die U.S. Route 378 in Conway und führt von dort an Ostwärts bis nach Georgia.

### Öffentlicher Verkehr
Der öffentliche Verkehr wird in Horry County Coast RTA sichergestellt, das vor allem die Region um Conway und entlang der Küste, insbesondere Myrtle Beach, bedient.

### Bahnlinie

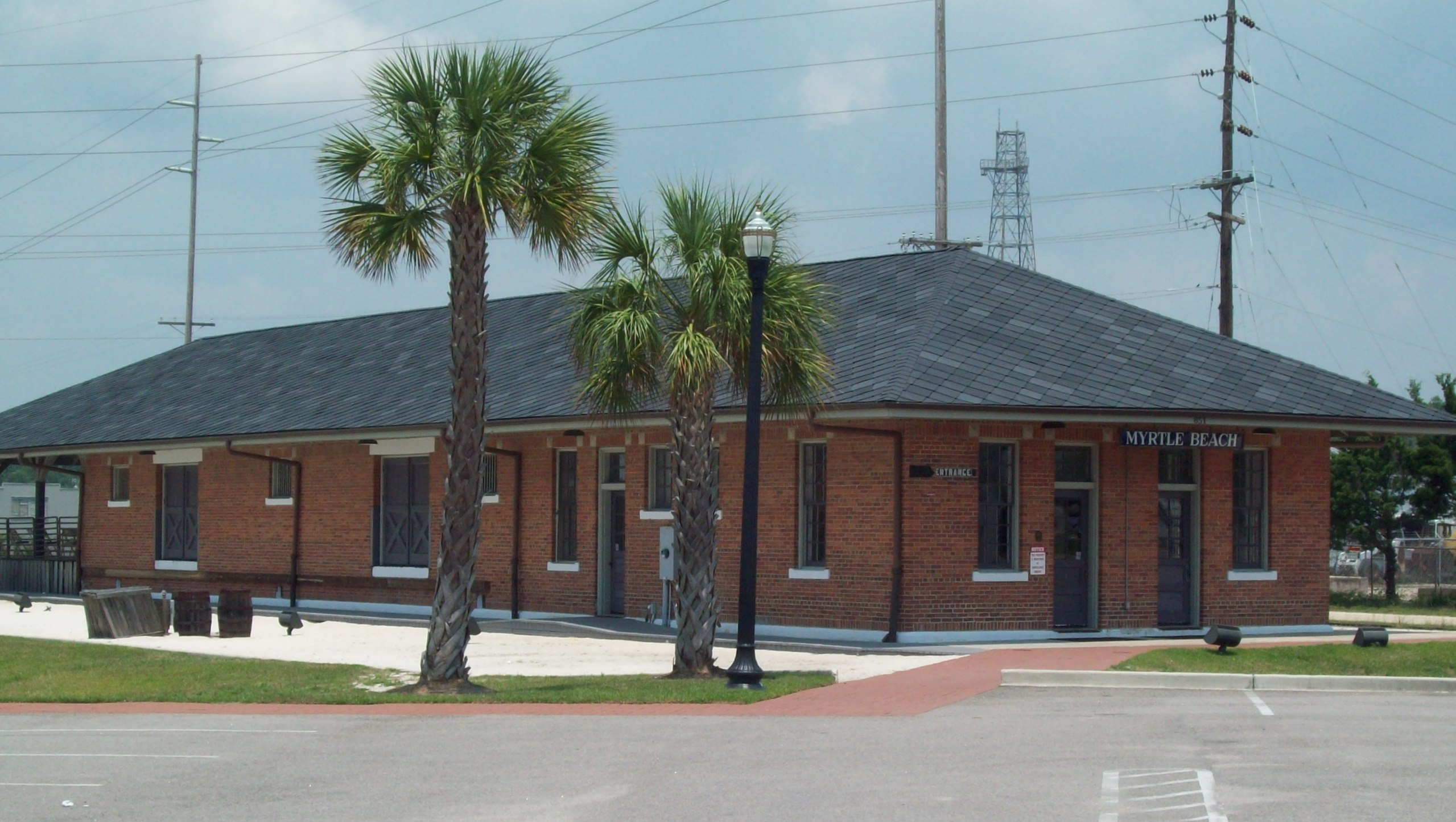
Das Stationsgebäude in Myrtle Beach

Die größtenteils sich im Besitz von RJ Corman befindende Carolina Southern Railroad von Myrtle Beach über Conway, Loris, Tabor City (North Carolina) nach Chadbourn (North Carolina) wird für den Frachtverkehr gebraucht, ist aber in schlechtem Zustand. Der 14 Meilen lange Teil zwischen dem Waccamaw River und Myrtle Beach, die dem County selbst gehören, werden von RJ Corman bis zu einer allfälligen Reparatur aufgrund des schlechten Streckenzustands gar nicht befahren, bis die Strecke repariert ist. (Stand: 2021)

### Flughäfen
Im County befinden sich sechs Flughäfen, wobei der größte von ihnen der Myrtle Beach International Airport ist, von dem aus über 50 Ziele vorwiegend im Osten der USA anfliegt. Als einziges internationales Ziel wird Toronto angeflogen. Die restlichen Flughafen dienen vor allem der allgemeinen Luftfahrt und werden nicht von Linienflügen angeflogen.

### Schifffahrt
Für die Schifffahrt ist vor allem Conway der Atlantic Intracoastal Waterway von Bedeutung, der durch das County führt.

## Orte in Horry County

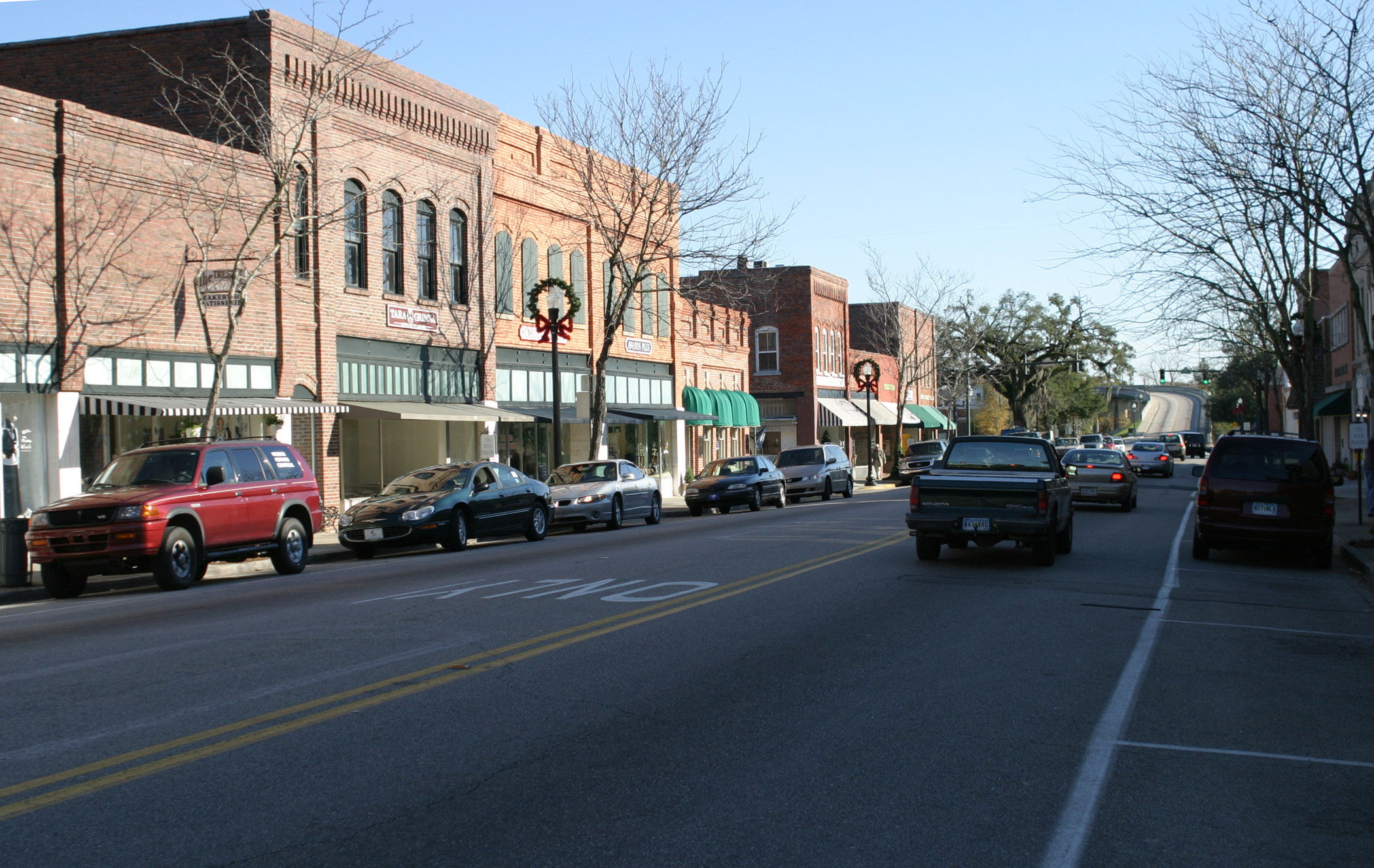
Historische Altstadt von Conway

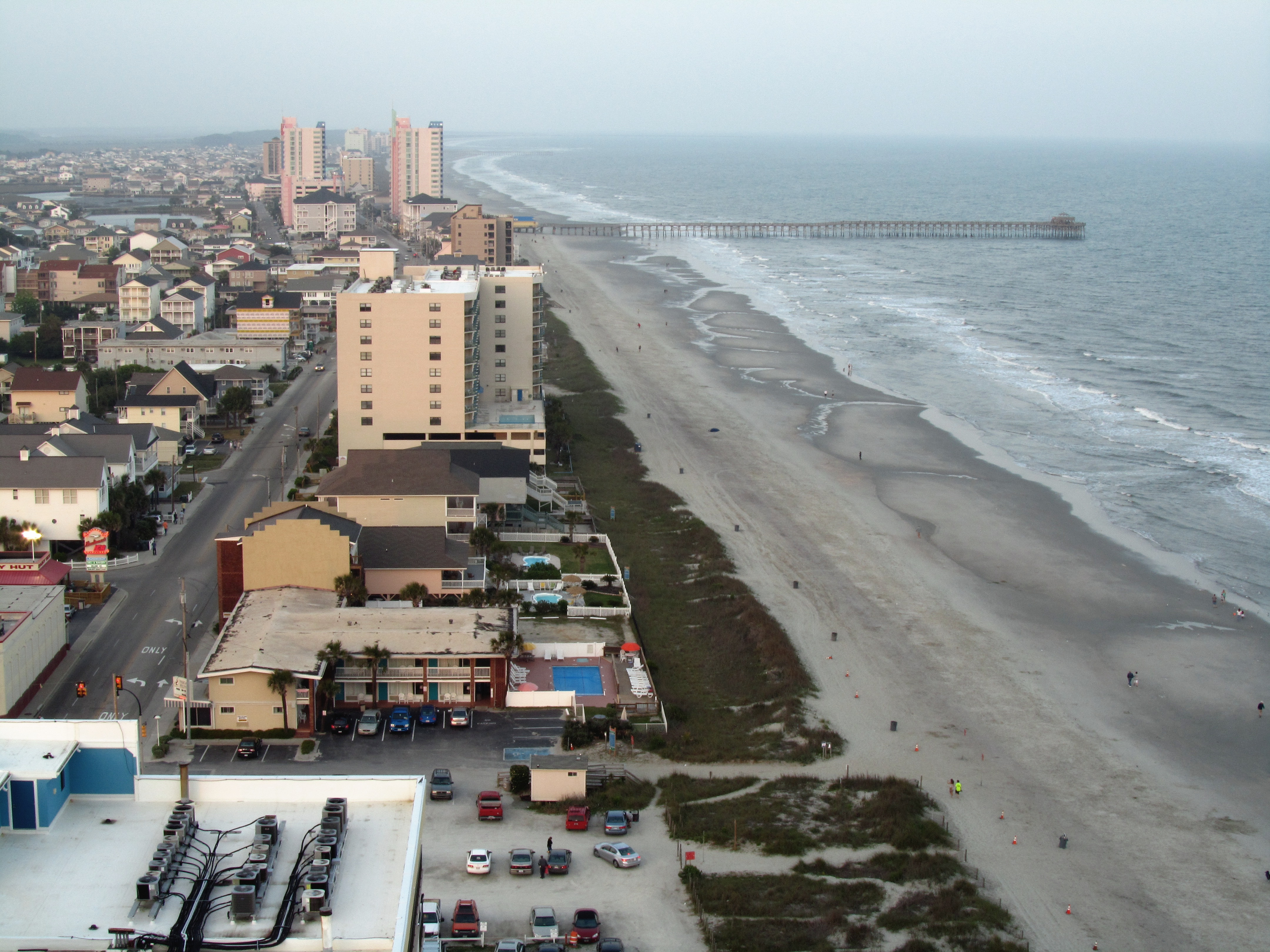
Blick über North Myrtle Beach

Im Horry County liegen acht Gemeinden, davon vier Cities und drei Towns. Zu Statistikzwecken führt das U.S. Census Bureau zwölf Census-designated places, die dem County unterstellt sind und keine Selbstverwaltung besitzen. Diese sind wie die Unincorporated Communities gemeindefreies Gebiet.

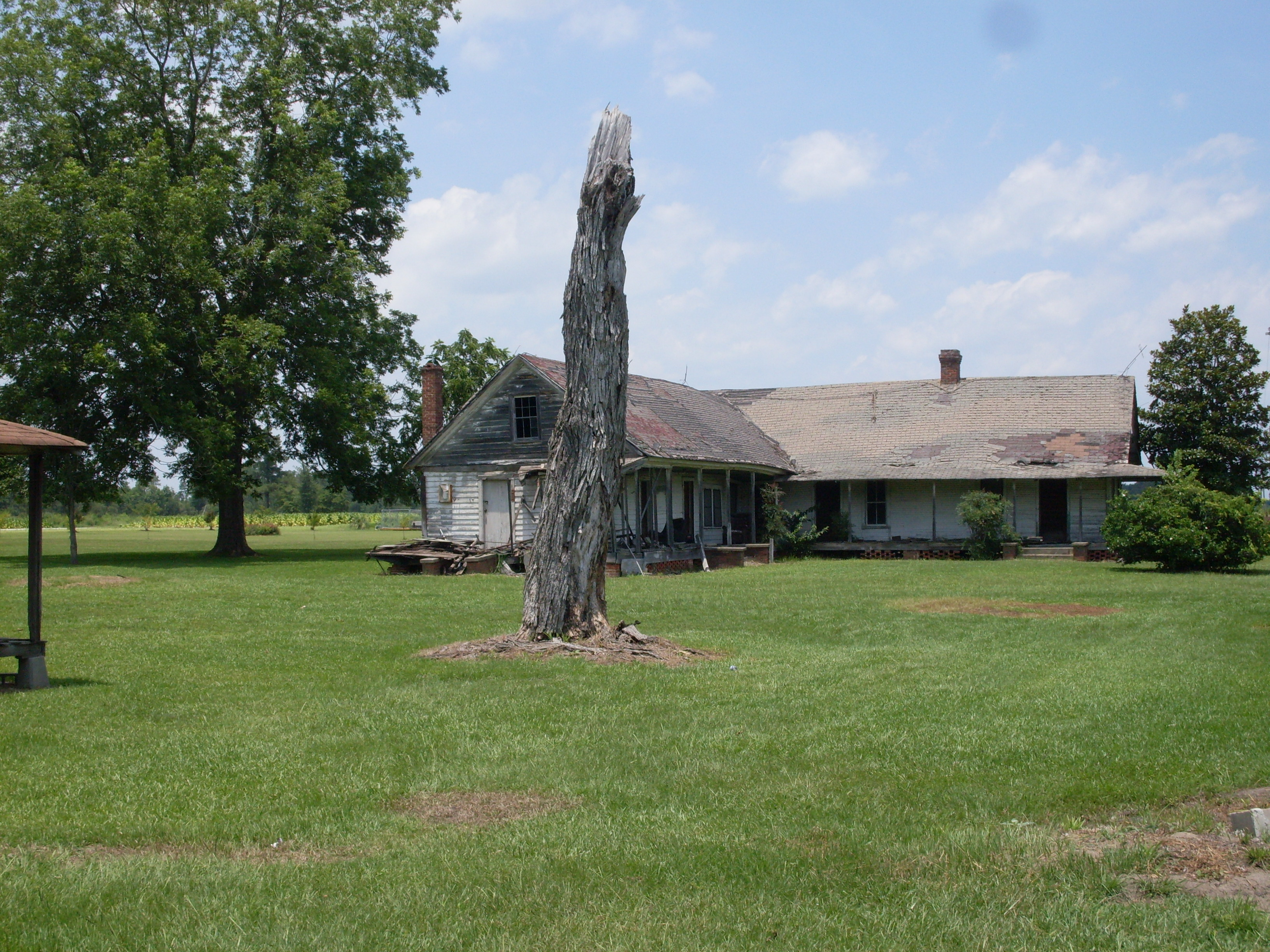
Bayboro, gemeindefreies Gebiet

Cities
- Conway
- Loris
- Myrtle Beach (largest city)
- North Myrtle Beach

Towns
- Atlantic Beach
- Aynor
- Briarcliffe Acres
- Surfside Beach

Census-designated places (CDP)
- Bucksport
- Carolina Forest
- Finklea
- Forestbrook
- Garden City
- Green Sea
- Homewood
- Ketchuptown
- Little River
- Live Oak
- Red Hill
- Socastee

andere Unincorporated Communities
| - Adrian - Allsbrook - Baxter Forks - Bayboro - Brooksville - Bucksville - Buck Forest - Burgess - Causey - Cedar Branch - Cherry Grove Beach - Chestnut Hill - Cochran Town - Cool Spring | - Crescent Beach - Daisy - Dog Bluff - Dongola - Duford - Fantasy Harbour - Floyds Crossroads - Forney - Galivants Ferry - Glass Hill - Goretown - Gurley - Hand - Hammond | - Hickory Grove - Horry - Howard - Ingram Beach - Jordanville - Klondike - Konig - Little Town - Longs - Mt. Calvary - Mt. Olive - Nixonville - Nixons Crossroads - Ocean Drive Beach | - Pee Dee Crossroads - Pine Island - Playcards - Poplar - Red Bluff - Stephens Crossroads - Shell - Springmaid Beach - Toddville - Twelvemile - Wampee - Windy Hill Beach - Worthams Ferry |